# Nambucca Valley Shire
Koordinaten: 30° 43′ S, 152° 49′ O

Nambucca Valley (bis 2019 Nambucca Shire) ist ein lokales Verwaltungsgebiet (LGA) im australischen Bundesstaat New South Wales. Das Gebiet ist 1.491,34 km² groß und hat etwa 20.400 Einwohner.
Nambucca Valley liegt an der Ostküste des Staates an der Mid-North Coast etwa 450 km nördlich der Metropole Sydney und 460 km südlich von Brisbane. Das Gebiet umfasst 38 Ortsteile und Ortschaften: Allgomera, Argents Hill, Bakers Creek, Bowraville, Buckra Bendinni, Burrapine, Congarinni, Congarinni North, Donnellyville, Eungai Creek, Eungai Rail, Girralong, Gumma, Hyland Park, Killiekrankie, Macksville, North Macksville, Missabotti, Nambucca Heads, Newee Creek, Scotts Head, South Arm, Talarm, Taylors Arm, Upper Taylors Arm, Tewinga, Thumb Creek, Utungun, Valla Beach, Warrell Creek, Way Way, Wirrimbi, Yarranbella und Teile von Brinerville, Kennaicle Creek, Spicketts Creek und Valla. Der Sitz des Councils befindet sich in der Stadt Macksville im Osten der LGA, wo etwa 3.000 Einwohner leben.

## Verwaltung
Der Nambucca Valley Council hat neun Mitglieder, die von den Bewohnern der LGA gewählt werden. Nambucca Valley ist nicht in Bezirke untergliedert, die acht Councillor und der Vorsitzende und Mayor (Bürgermeister) werden von allen Bewohnern der LGA direkt gewählt.